# Урак-лавойский язык
Урак-лавойский язык (Chaw Talay, Chawnam, Lawoi, Lawta, Orak Lawoi’) — язык малайских аборигенов урак-лавой южного Таиланда. Аборигены также говорят на малайском языке.